# 中島誠之助
中島誠之助（日语：中島 誠之助，1938年3月5日—），東京都出生的日本古董商、古美術品鑑定家、綜藝節目藝人。中島早年原以經營古董店為業，但近年已轉為專業的作家與演講者，並經常出席不同的綜藝節目。
中島原本在東京南青山地區經營古伊萬里瓷器專門店「唐草」（からくさ，目前已停業），當東京電視台（テレビ東京）的古董鑑定專門節目《稀世珍寶開運鑑定團》（開運！なんでも鑑定団）開播時，獲邀擔任鑑定團的固定成員，專長為以古伊萬里瓷器（有田燒）為主的日本古陶瓷器之鑑定。中島在鑑定物件時常用的口頭禪「這是個好東西呢！」（いい仕事してますね）曾獲選1996年度的「幽默大賞」。另外，由於經常在電視媒體等場合宣揚伊萬里瓷器，也獲得伊萬里市方面邀請擔任「伊萬里文化大使第1號」。

## 經歷
中島誠之助於1938年3月5日生於日本東京都港區青山，1歲時由於雙親病故而寄住至神奈川縣鵠沼的親戚家中，之後又曾遷居包括東京都世田谷區二子玉川與港區赤坂等地。中島高中就讀於芝高等學校，並在畢業後進入當時的日本大學農獸醫學部水產學科（今生物資源科學部）。畢業後旋即開始從事古美術品的收藏與鑑定，其鑑定技術是師承自己的伯父。
中島在1976年時，回到出生地的東京南青山開設了自己的店面「唐草」。1980年時，中島替一首名為《南青山古董大道》（南青山骨董通り）的歌曲撰寫歌詞，這首曲子是由飯田二郎作曲，真咲綠（真咲みどり）演唱，並由國王唱片發行。因為這緣故，青山的古董大道之名才開始流傳開來。
1994年4月19日，《稀世珍寶開運鑑定團》開播，中島開始在該節目中擔任固定的鑑定班底，而逐漸走紅螢光幕。除了原本的《稀世珍寶開運鑑定團》之外，也參與許多不同類型的綜藝節目之演出，甚至曾主演過電視廣告，參與東映所發行的電影《調皮三人組》的演出，與替動畫作品《魯邦三世 炎之記憶～東京危機～》（」）配音，在該片中他所配音的角色正好是一名鑑定士。今日除了古董相關的本行之外，中島也經常獲邀進行演講，並著有多本與古董鑑定相關的書籍。